# وان سفلي
وان سفلي (بالإنجليزية: Van-e Sofla)‏ هي قرية تقع في أردبيل في إيران. يقدر عدد سكانها بـ 264 نسمة بحسب إحصاء 2016.